# الکس مک‌کوئین
الکس مک‌کوئین (به انگلیسی: Alex Macqueen) (زاده ۱۹۷۴) بازیگر انگلیسی است.
از فیلم‌های معروف او می‌توان به بازی در فیلم جوانی اشاره کرد.